# Новоантонівка (Роздільнянський район)
Новоанто́нівка — село в Україні, у Великоплосківській сільській громаді Роздільнянського району Одеської області. Населення становить 28 осіб.
До 17 липня 2020 року було підпорядковане Великомихайлівському району, який був ліквідований.

## Населення
Згідно з переписом 1989 року населення села становило 33 особи, з яких 14 чоловіків та 19 жінок.
За переписом населення 2001 року в селі мешкало 28 осіб.

### Мова
Розподіл населення за рідною мовою за даними перепису 2001 року:
| Мова       | Відсоток |
| ---------- | -------- |
| українська | 78,57 %  |
| російська  | 17,86 %  |
| молдовська | 3,57 %   |